# Michel Carrega
Michel Robert Carrega (* 25. September 1934 in Paris; † 26. September 2024) war ein französischer Sportschütze im Trap.

## Erfolge
Michel Carrega nahm viermal an Olympischen Spielen teil. 1968 belegte er in Mexiko-Stadt den zwölften Platz. Bei den Olympischen Spielen 1972 in München erzielte er mit 198 Punkten das zweitbeste Resultat nach Angelo Scalzone, der mit 199 Punkten einen neuen Olympiarekord aufstellte, und gewann so die Silbermedaille. Vier Jahre darauf kam er in Montreal nicht über den 31. Platz hinaus. Seine letzte Olympiateilnahme 1984 in Los Angeles beendete er als Fünfter.
1968 gewann Carrega in Namur die Europameisterschaft. Im Einzel wurde er 1970 in Phoenix, 1971 in Bologna, 1974 in Bern und 1979 in Montecatini Terme Weltmeister. 1974 sicherte er sich auch mit der Mannschaft den Titelgewinn, während er 1970 mit ihr Silber und 1971 sowie 1979 Bronze gewann. Darüber hinaus wurde er 1982 in Caracas nochmals Vizeweltmeister mit der Mannschaft.
Für seinen Olympiaerfolg erhielt er das Ritterkreuz der Ehrenlegion.